# Le Cas Pinochet
Pour plus de détails, voir Fiche technique et Distribution.
Le Cas Pinochet est un film franco-belgo-hispano-chilien réalisé par Patricio Guzmán et sorti en 2001.

## Fiche technique
- Titre : Le Cas Pinochet
- Réalisation :	Patricio Guzmán
- Scénario : Patricio Guzmán
- Photographie : Jacques Bouquin
- Son : André Rigaut
- Montage : Claudio Martinez
- Production : Les Films d'ici - Benece Paco Poch - Pathé télévision - Patricio Guzmán Producciones - Les Films de la Passerelle - RTBF
- Pays de production :  France,  Chili,  Belgique,  Espagne
- Durée : 110 minutes
- Date de sortie : 
  - France : 10 octobre 2001

## Distinctions

### Récompense
- Grand prix au FIDMarseille 2001[1]

### Sélection
- Festival de Cannes 2001 (sélection de la Semaine de la critique)[2]